# Iwan Żegalin
Iwan Kuźmicz Żegalin (ros. Ива́н Кузьми́ч Жега́лин, ur. 1906 w guberni saratowskiej, zm. 13 kwietnia 1984 w Moskwie) – radziecki polityk, dyplomata, członek KC KPZR (1952-1966).
Od 1926 w WKP(b), 1936 ukończył Ufijski Instytut Przemysłowy, od 1939 funkcjonariusz partyjny w obwodzie czkałowskim (obecnie obwód orenburski), od września 1941 sekretarz Komitetu Obwodowego WKP(b) w Czkałowie (Orenburgu) ds. paliw, później zastępca sekretarza Czkałowskiego Komitetu Obwodowego WKP(b). Od 1945 do stycznia 1947 I sekretarz Komitetu Obwodowego Komunistycznej Partii (bolszewików) Turkmenii w Krasnowodsku (obecnie Turkmenbaszy), od 1947 III sekretarz, a od grudnia 1948 do 1949 II sekretarz Komitetu Obwodowego WKP(b) w Rostowie nad Donem, 1948 zaocznie ukończył Wyższą Szkołę Partyjną przy KC WKP(b). W 1949 inspektor KC WKP(b), od września 1949 do grudnia 1955 I sekretarz Komitetu Obwodowego WKP(b)/KPZR w Groznym, od 14 października 1952 do 29 marca 1966 członek KC KPZR, od grudnia 1955 do 26 listopada 1960 I sekretarz Komitetu Obwodowego KPZR w Stalingradzie (obecnie Wołgograd). Od 27 listopada 1960 do 15 grudnia 1965 ambasador nadzwyczajny i pełnomocny ZSRR w Rumunii, 1966-1976 zastępca ministra budowy maszyn transportowych i rolniczych ZSRR, następnie na emeryturze. Deputowany do Rady Najwyższej ZSRR od 3 do 5 kadencji. Odznaczony dwoma Orderami Lenina i Orderem Czerwonego Sztandaru Pracy (11 kwietnia 1947). Pochowany na Cmentarzu Nowodziewiczym.